# Phare de Cabo Mayor
Le phare de Cabo Mayor ou phare de Bellavista est un phare situé dans la ville de Santander, dans la province de Cantabrie en Espagne.
Il est géré par l'autorité portuaire de Santander.

## Histoire
C'est par un Real Orden du 17 février 1833 qu'a été ordonné a construction d'un phare maritime au nord de la ville. À cet endroit existait déjà un édifice à partir duquel des signaux étaient faits aux bateaux, le jour avec des drapeaux et la nuit avec un feu ouvert. Le phare actuel a été mis en service le 15 août 1839.
La conception du bâtiment a été réalisée par l'officier de marine Felipe Bauza et la construction finale par Domingo Rojí. La station de signalisation se compose d'une tour circulaire en pierre de 30 m de haut, avec galerie et lanterne, centrée sur une maison circulaire et attachée à un grand bâtiment technique construit en 1935. Les derniers gardiens ont quitté le phare en 2001 et les bâtiments ont été reconvertis en Centro de Arte Faro Cabo Mayor.
À l'origine, le phare était de 2e ordre avec une lentille de Fresnel dont la lumière était alimentée avec un brûleur à huile. En 1877, l'alimentation s'est faite à huile minérale devenant le premier phare en Espagne à le faire. En 1954, a été installée une corne de brume sirène et 4 ans plus tard, un radiophare avec une gamme de 50 miles, qui a été modernisé en 1979. Le phare est maintenant électrifié et dispose aussi d'un générateur de secours. Il est localisé à environ 5 km au nord-ouest du phare de la Cerda, le site est ouvert (sauf le lundi) et seul le musée est accessible au public.
Le 23 février de 1982 un éclair a brisé la lanterne de verre et le système de rotation. Pour réparer cette mésaventure a forcé les trois gardiens de phare de passer la nuit à manœuvrer manuellement le système de rotation et à synchroniser les éclats de lumière.
Identifiant : ARLHS : SPA033 ; ES-01140 -Amirauté : D1561 - NGA : 2060.
|          |
| Le phare |

|                         |
| Les phares de Cantabrie |

|            |
| Cabo Mayor |

### Lien connexe
- Liste des phares d'Espagne